# Nunningen
Nunningen är en ort och kommun i distriktet Thierstein i kantonen Solothurn, Schweiz. Kommunen har 1 973 invånare (2023).